# Perlhuhn-Kugelfisch
Der Perlhuhn-Kugelfisch (Arothron meleagris) lebt in den Korallenriffen des Indopazifik. Sein Verbreitungsgebiet reicht von der Küste Ost- und Südafrikas bis nach Japan, der Osterinsel und Panama. Er lebt in flachen, korallenreichen Zonen, nicht tiefer als 25 Meter.
Die Fische werden 50 Zentimeter lang und verdanken ihren Namen den vielen weißen Punkten, die ihren schwarzen Körper überziehen. Es gibt auch eine gelbe, nichtgepunktete Farbform.

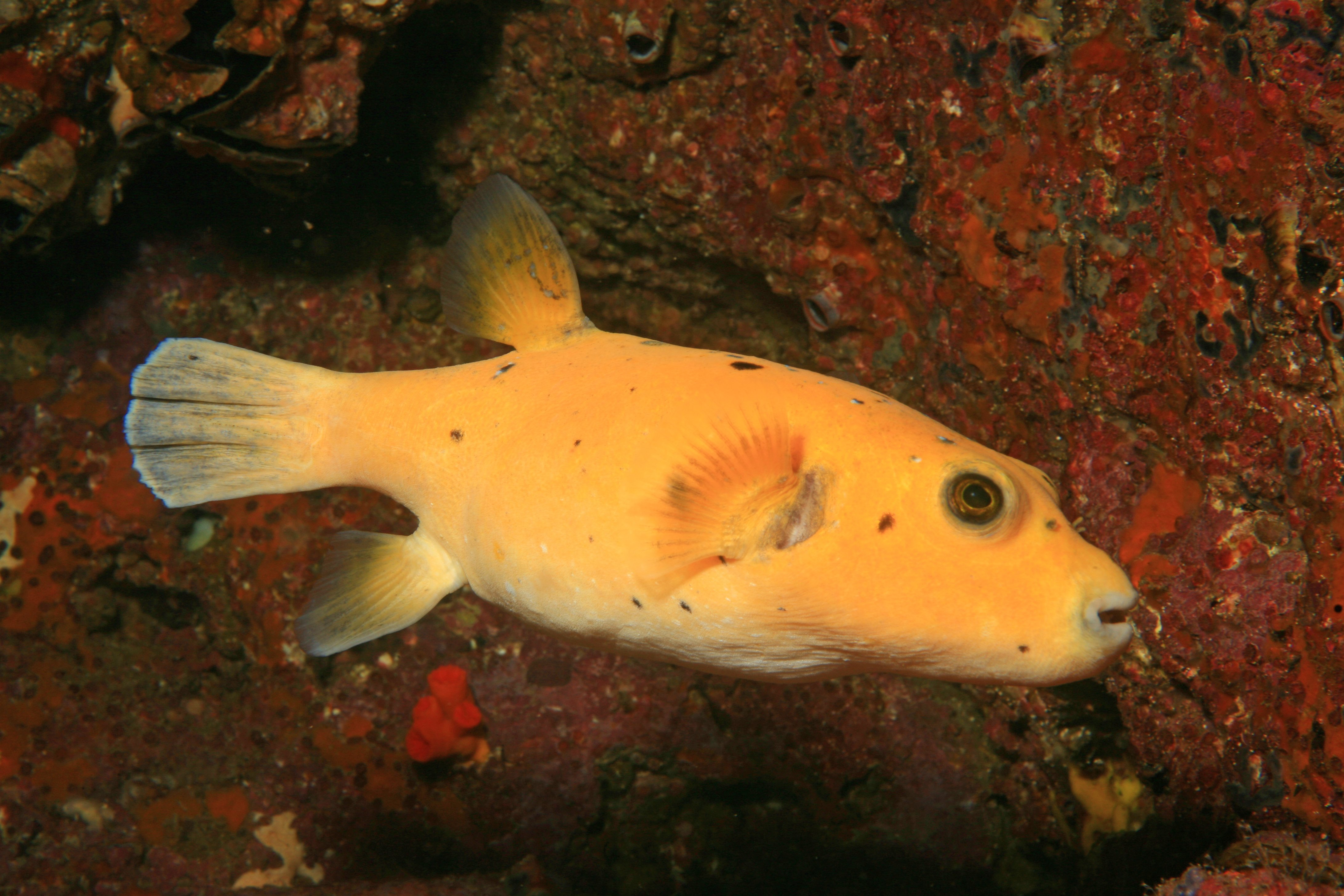
Gelbe Farbform

Der Perlhuhn-Kugelfisch ernährt sich von Korallenpolypen, die er frisst, indem er die Spitzen astförmiger Korallen wie den Acroporen komplett abbeißt. Daneben frisst er Schwämme, Moostierchen, Mollusken, Krebse, Seescheiden, Algen, Foraminiferen und Detritus.
Er ist beliebt als Bewohner öffentlicher Schau- und Zooaquarien, kann aber nicht mit wirbellosen Tieren vergesellschaftet werden.

## Weblinks

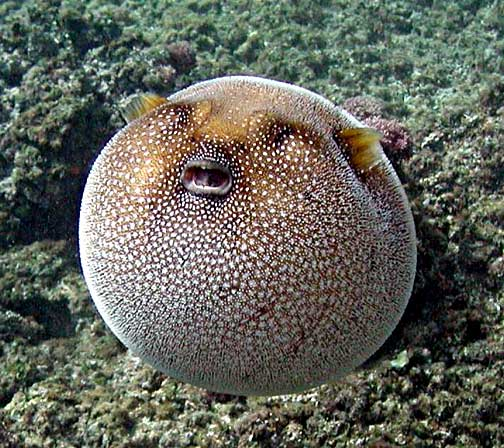
Aufgepumpter Perlhuhn-Kugelfisch im Nationalpark von Amerikanisch-Samoa